# Bactris glassmanii
Bactris glassmanii är en enhjärtbladig växtart som beskrevs av Med.-costa, Larry Ronald Noblick och Andrew James Henderson. Bactris glassmanii ingår i släktet Bactris och familjen Arecaceae. Inga underarter finns listade i Catalogue of Life.